# Susanna Tamaro
Susanna Tamaro (n. 12 decembrie 1957, Trieste, Teritoriul Liber al Triestului⁠(d)) este o scriitoare italiană care a devenit cunoscută pentru succesul său mondial, cu Mergi unde te poartă inima. Este nepoata lui Italo Svevo. 
În 1976 Susanna Tamaro s-a mutat la Roma. Aicia urma ca regizor de film la Centro Sperimentale di Cinematografia. După absolvire, a regizat mai multe filme științifice pentru televiziunea italiană (RAI). În 1990 a fost descoperită de Federico Fellini; el citise Per voce sola și a fost profund atins. Astăzi Susanna Tamaro locuiește și lucrează la Roma și în apropiere de Orvieto (Umbria). 

## Premii
- 1990: Premio Elsa Morante pentru La testa tra le nuvole.
- 1991: Premiul PEN Club italian pentru Per voce sola.
- 1997: Premio Barbi Colombino.[10]

## Opere

### Romane
- 1989 La testa tra le nuvole
- 1991 De voce sola
- 1994 Va'dove ti porta il cuore
- 1997 Anima mundi
- 1997 Cara Mathilda. Lettere a un'amica
- 2001 Rispondimi
- 2002 Più fuoco, mai mult vânt
- 2003 Fuori
- 2006 Ascolta la mia voce
- 2008 Luisito. Una storia d'amore
- 2011 pe semper
- 2013 Ogni angelo è tremendo
- 2013 Via Crucis. Meditazioni e preghiere
- 2013 Un'infanzia: adapamento teatrale de Adriano Evangelisti
- 2014 Sulle orme di San Francesco
- 2014 Illmitz
- 2014 Salta Barba!
- 2015 Un cuore pensante

### Carți pentru copii
- 1992 Cuore di ciccia
- 1994 Il cerchio magico
- 1998 Tobias e l'angelo
- 2000 Papirofobia

### Autobiografie
- 1994 L'umiltá dello sguardo
- 1999 Verso casa
- 2013 Ogni angelo è tremendo

### Romane în limba română
- Mergi unde te poartă inima (titlul original Va'dove ti porta il cuore), editura Litera, traducere: Doina Cernica, 2017; ISBN 9786063320934